# La rete di protezione
La rete di protezione è un romanzo di Andrea Camilleri pubblicato il 25 maggio 2017 dalla casa editrice Sellerio di Palermo che ha come protagonista il commissario di polizia siciliano Salvo Montalbano.
La nota finale del romanzo afferma che il libro è stato composto nel 2015 ed è il primo che lo scrittore, sul punto di perdere la vista, non ha potuto scrivere di proprio pugno ma che è stato costretto a dettare a un'assistente.

## Trama
Mentre al commissariato di Vigàta regna una calma piatta il paese si trasforma nel concitato set di una fiction di produzione italo-svedese: lo sceneggiato è ambientato negli anni Cinquanta, e il regista chiede ai vigatesi di rintracciare filmini e foto d'epoca per ricreare fedelmente l'aria che si respirava nella Vigàta di allora.
L’ingegnere Ernesto Sabatello, rovistando nella soffitta della sua casa, trova alcune pellicole girate dal padre anno dopo anno, dal 1968 al 1973, sempre nello stesso giorno, il 27 marzo, e sempre con la stessa inquadratura: un muro esterno, probabilmente di una casa di campagna. L'ingegnere ne parla con Montalbano che, incuriosito dal mistero di quel muro, comincia a indagare venendo a capo di un fatto di sangue avvenuto in passato e tenuto nascosto per molti anni.
Mentre i vigatesi collaborano vivacemente alle riprese della fiction, avviene un grave fatto, apparentemente inspiegabile: nella scuola media del paese un gruppo di uomini armati minaccia gli studenti della classe III B e poi si allontana sparando.
Il questore è convinto si tratti di terrorismo, mentre Montalbano intuisce che quanto è avvenuto ha a che fare con gli studenti della scuola, tra i quali Salvuzzo, il figlio di Mimì Augello, il vice del commissario. Montalbano inizia così la sua indagine nel mondo degli adolescenti, imbattendosi nella realtà virtuale dei social, di Facebook, dei twitter e dei blog, riuscendo, con l'aiuto dell'"informaticcio" Catarella, a risolvere il caso. 
Tra passato e presente il commissario tornerà a fare i conti con il tempo che scorre e con una vecchiaia incombente che, ormai, lo rende sempre più estraneo al tecnologico mondo contemporaneo che ha soppiantato quello della sua giovinezza, e si renderà conto, ancora una volta, che esistono verità che non andrebbero mai rivelate.

## Edizioni
- Andrea Camilleri, La rete di protezione, Prima ed., Sellerio Editore, 2017,  p. 272, ISBN 978-88-389-3669-2.